# Дейв Дейв
Дейв Дейв (англ. Dave Dave; нар. 18 червня 1976, Чикаго, Іллінойс, США — 15 липня 2018, Лас-Вегас, Невада, США), народжений як Девід Чарльз Ротенберг (англ. David Charles Rothenberg) і пізніше відомий як Девід Джордан Робінсон (англ. David Jordan Robinson) — американський концептуальний художник, чий батько був визнаний винним у спробі вбити його шляхом спалення в 1983 році, коли йому було шість років.

## Замах на вбивство
Девіду Ротенбергу було шість років, і він жив зі своєю матір'ю, Марі Ротенберг, у районі Керролл Гарденс у Брукліні, штат Нью-Йорк, коли його батько, Чарльз Ротенберг, забрав його до Каліфорнії. Батьки були розлучені і конфліктували через опіку над Девідом; після того, як вони посварилися по телефону, увечері 3 березня 1983 року в мотелі в Бвейна-Парк Чарльз дав своєму синові снодійне, а коли той заснув — вилив на ліжко гас і підпалив його. Він вийшов із кімнати та спостерігав із телефонної будки на протилежному боці вулиці, поки інші гості рятували Девіда.
Девід отримав опіки третього ступеня 90 % тіла; йому знадобилася ампутація пальців на руках і ногах і він отримав загалом більше сотні пересадок шкіри. Він був сильно спотворений, і під час однієї операції з трансплантації у нього стався набряк мозку, що призвело до судом та інших ускладнень. Чарльза Ротенберга, який заявив, що спочатку мав намір вбити себе та свого сина, у липні 1983 року було засуджено до 13 років ув'язнення, максимально дозволеного на той час за його злочини; законодавство було змінено в результаті цієї справи. У 1990 році, після семи років ув'язнення, він був звільнений умовно-достроково на три роки під нагляд. Через два роки він утік, але здався владі. У 1996 році його судили за стрілянину в Окленді, тоді Дейв, якому тоді було 19 років, відвідав його у в'язниці; він зачитав йому заяву, в якій він заявив, що Чарльз Ротенберг був «не батьком, а самозванцем». У 1998 році Чарльз Ротенберг змінив своє ім'я на Чарлі Чарльз, а в 2007 році, після того, як його також було засуджено за різні злочини в двох інших штатах, відповідно до закону Каліфорнії про «три покарання», він був засуджений до 25 років за злочини, пов'язані зі зброєю в Сан-Франциско.
Девід Ротенберг виступав на телебаченні, зустрічався зі знаменитостями, включаючи Майкла Джордана, і став другом і протеже Майкла Джексона. Дейв також докладав зусиль, щоб підтримати інших постраждалих від опіків, як на особистому рівні, так і на більш широкому рівні, збираючи кошти для опікового центру Каліфорнійського університету в Ірвайні.
Марі Ротенберг вийшла заміж за Річарда Гафдала, офіцера поліції, який керував розслідуванням пожежі, і переїхала до округу Оріндж штату Каліфорнія, з Девідом. У 1985 році вона опублікувала книгу під назвою «Девід», яка пізніше була адаптована в однойменний телефільм 1988 року. У 2019 році Марі Ротенберг і Мел Вайт опублікували розширену версію книги під назвою «Історія Девіда: спалений гнівом свого батька, зцілений любов'ю його матері».

## Подальше життя і кар'єра
У 1992 році Ротенберг офіційно змінив своє ім'я на Девід Джордан Робінсон. Він навчався в коледжі дизайну «АртЦентр». До 1996 року він використовував лише своє ім'я; потім він юридично змінив своє ім'я на Дейв Дейв, щоб «звільнити себе від імені [Чарльза Ротенберга] та його спадщини», як він тоді сказав. Він став ді-джеєм хаус-музики, музичним продюсером і реп-музикантом; у 1996 році він зняв кліп для Келлі Ліделл. Пізніше він зосередився на концептуальному мистецтві в Лас-Вегасі. Його робота включала проект під назвою «Lifted», який, за його словами, виріс із «свідомого бажання надихнути інших бути кращими за себе» та співпрацю з художниками, зокрема Шеріді Хоппер.
Дейв помер 15 липня 2018 року, у віці 42 років, в лікарні «Санрайз» у Лас-Вегасі від ускладнень пневмонії. Він був посмертно нагороджений Голлівудською премією «F.A.M.E.» 2018 року за мистецькі заслуги.